# 卡庞博尼图
卡庞博尼图是巴西圣保罗州的一个市镇。总面积1641.043平方公里，总人口46338人，人口密度28.2人/平方公里。